# Hrabstwo Adams (Illinois)

Piramida wieku hrabstwa

Hrabstwo Adams – hrabstwo w USA, w stanie Illinois, według spisu z 2000 oraz 2010 roku liczba ludności wynosiła odpowiednio; 68 277 w 2000 oraz 67 103 w 2010. Siedzibą hrabstwa jest Quincy.

## Geografia
Według spisu hrabstwo zajmuje powierzchnię 2257 km², z czego 2219 km² stanowią lądy, a 38 km² (1,68%) stanowią wody.

### Sąsiednie hrabstwa
- hrabstwo Hancock – północ
- hrabstwo Brown – wschód
- hrabstwo Schuyler – wschód
- hrabstwo Pike – południowy wschód
- hrabstwo Marion – zachód
- hrabstwo Lewis – zachód

## Historia
Nazwa hrabstwa pochodzi od nazwiska prezydenta Stanów Zjednoczonych, którym był John Quincy Adams. Hrabstwo powstało w 1825 roku.

## Miasta
- Quincy
- Hickory Grove

## Wioski
- Camp Point
- Clayton
- Coatsburg
- Columbus
- Golden
- La Prairie
- Liberty
- Lima
- Loraine
- Mendon
- Payson
- Plainville
- Ursa

## Demografia
Według spisu z 2000 roku hrabstwo zamieszkuje 65 737 osób, które tworzą 27 199 gospodarstw domowych oraz 17 398 rodzin. Gęstość zaludnienia wynosi 29 osób/km². Na terenie hrabstwa jest 30 235 budynków mieszkalnych o częstości występowania wynoszącej 13 budynki/km². Hrabstwo zamieszkuje 89,5% ludności białej, 3,8% ludności czarnej, 0,2% rdzennych mieszkańców Ameryki, 0,8% Azjatów, 0,8% ludności innej rasy oraz 4,9% ludności wywodzącej się z dwóch lub więcej ras, 2,0% ludności to Hiszpanie, Latynosi lub inni.
W hrabstwie znajduje się 26 860 gospodarstw domowych, w których 31,10% stanowią dzieci poniżej 18 roku życia mieszkający z rodzicami, 54,20% małżeństwa mieszkające wspólnie, 9,80% stanowią samotne matki oraz 33,00% to osoby nie posiadające rodziny. 28,50% wszystkich gospodarstw domowych składa się z jednej osoby oraz 13,20% żyję samotnie i ma powyżej 65 roku życia. Średnia wielkość gospodarstwa domowego wynosi 2,44 osoby, a rodziny wynosi 3,00 osoby.
Przedział wiekowy populacji hrabstwa kształtuje się następująco: 22,6% osób poniżej 18 roku życia, 7,5% pomiędzy 18 a 24 rokiem życia, 23,7% pomiędzy 25 a 44 rokiem życia, 25,9% pomiędzy 45 a 64 rokiem życia oraz 20,2% osób powyżej 65 roku życia. Średni wiek populacji wynosi 38 lat. Na każde 100 kobiet przypada 96,4 mężczyzn. Na każde 100 kobiet powyżej 18 roku życia przypada 93,5 mężczyzn.
Średni dochód dla gospodarstwa domowego wynosi 55 052 dolarów, a średni dochód dla rodziny wynosi 72 091 dolarów. Mężczyźni osiągają średni dochód w wysokości 41 852 dolarów, a kobiety 29 404 dolarów. Średni dochód na osobę w hrabstwie wynosi 17 894 dolarów. Około 9,4% rodzin oraz 12,5% ludności żyje poniżej minimum socjalnego, z tego 17,7% poniżej 18 roku życia oraz 9,0% powyżej 65 roku życia.

## Religia
W 2010 roku 39,5% populacji było członkami różnych kościołów ewangelikalnych, głównie bezdenominacyjnych (16,0%), Kościołów Chrystusowych (9,1%), zielonoświątkowców (6,3%), Kościoła Luterańskiego Synodu Missouri (4,1%) i Armii Zbawienia (2,1%).
Największą pojedynczą organizacją jest Kościół katolicki, do którego przynależność deklaruje 22,6% populacji. 13,4% jest członkami związków wyznaniowych klasyfikowanych jako protestantyzm głównego nurtu, w tym przodują: Zjednoczony Kościół Metodystyczny (4,2%), Zjednoczony Kościół Chrystusa (3,9%) i Kościół Ewangelicko-Luterański w Ameryce (3,0%).
1,2% jest członkami społeczności mormońskich, a pozostałe marginalne grupy to głównie: historyczni czarni protestanci (0,73%), żydzi (0,18%), unitarianie uniwersaliści (0,14%) i Kościół Prawosławny w Ameryce (0,07%). Znajdują się tutaj także dwie społeczności Kościoła Jedności i jeden zbór świadków Jehowy.

## Atrakcje turystyczne
- Adams County Fair
- Siloam Springs State Park
- Fall Creek Scenic Park
- Golden Windmill
- Burton Cave